# Prakovce
Prakovce és un poble i municipi d'Eslovàquia. Es troba a la regió de Košice, a l'est del país.

## Història
La primera referència escrita de la vila data del 1368.

## Demografia
| Godina             | 1994 | 2004   | 2014   | 2024   |
| ------------------ | ---- | ------ | ------ | ------ |
| Nombre de persones | 3405 | 3441   | 3342   | 3184   |
| Diferència         |      | +1,05% | −2,87% | −4,72% |

| Godina             | 2023 | 2024   |
| ------------------ | ---- | ------ |
| Nombre de persones | 3189 | 3184   |
| Diferència         |      | −0,15% |